# شهرستان لونکه (آرکانزاس)
شهرستان لونکه، آرکانزاس (به انگلیسی: Lonoke County, Arkansas) شهرستانی در ایالات متحده آمریکا است که در آرکانزاس واقع شده‌است.

## خصوصیات
شهرستان لونکه ۲٬۰۷۹٫۷۷ کیلومترمربع مساحت دارد.